# Coarnele Caprei, Iași
Coarnele Caprei este satul de reședință al comunei cu același nume din județul Iași, Moldova, România.

## Istorie
La 1816, moșiile Arama și Dorna erau înregistrate ca fără sate. În catagrafia Visteriei Moldovei din 1820, moșia Arama este menționată ca fiind fără sate, având doar niște odăi. Mănăstirea Galata deținea aceste odăi, care apar în documente ca Odaia lui Aramă și Odaia Dorna sau, potrivit lui Ecaterina Dulcu, Odaia Urzicani. Ulterior, aceste odăi s-au transformat în localitățile Arama și Coarnele Caprei.
Odaile erau așezări temporare de bejenari, persoane fără familie și fără statut social stabil, care nu plăteau biruri. Acești oameni se ocupau de creșterea vitelor și oilor pe moșiile boierești și mănăstirești. Odaile se găseau în zone slab populate, dar cu islazuri întinse și surse de apă, cum ar fi valea râurilor Bahlui și Jijia, și pârâurile Sitna și Miletin.
Originea etnică a celor care munceau în aceste odăi era variată, incluzând oameni din Imperiul Țarist, actuala Ucraină, și Imperiul Austriac, majoritatea fiind ruși, polonezi și ungureni. Multe dintre aceste odăi s-au transformat în sate în anii următori, așa cum este menționat în Marele Dicționar Geografic.
În cadrul Catagrafiei Vistieriei Moldovei din 1831 este menționată localitatea Oneștii i Coroleuca și Coarnile Caprii, care făcea parte din ocolul Miletin al Tinutului Hârlău, unde au fost recenzate 175 de persoane.
Localitatea fost fondată după Războiul de Independență, în urma aplicării legii rurale din 1879, care a permis împroprietărirea „însurățeilor” veniți din diverse regiuni ale Moldovei, pe moșiile statului din Belcești. Coloniștii proveneau, în principal, din: Dragușeni, Dolhasca, Dolhești, Heci, Lespezi, Sirețel, Boroaia și Ciumulești. Documente din 1881, păstrate la Arhivele Statului din Iași, menționează că satul s-a format prin împroprietărirea a 404 însurăței, fiecare primind câte 11 pogoane.
Descrierea lui C. Chiriță din 1888, în Dicționar geografic al județului Iași, confirma anul 1879 drept anul de înființare al localității, și adăuga originea denumirii satului, care provenea de la o veche pădure ce se afla acolo:
„Córnele-Capreĭ: sat noŭ, din com. Belceștĭ, pl. Bahluiŭ, înființat în anul 1879; i s'a dat nnmirea dela o pădure veche, care esistă aicĭ; e așed̦at pe cósta despre Nord, a podișuluĭ Larga; are 221 familii saŭ 1042 locuitorĭ, cari se ocupă cu agricultura și crescerea vitelor; și-o șcólă înființată în anul 1883, frecventată de 7 elevĭ. Numĕrul vitelor e de 1585 capete, din carĭ: 770 v. m. c, 92 caĭ, 614 oĭ și 109 rîmătorĭ.”—C. Chiriță, Dicționar geografic al județului Iași
Până în 1903 localitatea a făcut parte din comuna Belcești, când, împreună cu satele Arama, Focuri și Fânânele a creat comuna Coarnele Caprei. Legea privind crearea noii comune fusese votată cadrul ședinței Senatului din 26 februarie/10 martie 1897, și publicată în Monitorul Oficial din 14/26 martie 1897, însă punerea în aplicare a legii a fost amânată timp de mai mulți ani.
În 1894 este menționată în localitate existența unei școli cu un învățător, în același an fiind creat și cel de-al doilea post, iar în 1898 cel de-al treilea.
În presa vremii era relatat faptul că deși școala era nou construită, costând 38000 de lei, calitatea lucrărilor efectuate lăsa de dorit, mobilierul era vechi sau de slabă calitate, iar școala ducea lipsă de „aparate didactice”.
În anul 1895 localitatea a fost lovită de epidemii de difterie și scarlatină, care au făcut 10 decese, iar în 1898 de o epidemie de febra tifoida, care a luat alte 10 vieți în Coarnele Caprei și în Munteni.
În anul 1926, deoarece satul Coarnele Caprei nu avea o biserică, iar sătenii erau nevoiți să meargă la cea din Arama, localnicii au organizat o colectă pentru construirea bisericii în care au adunat peste un milion de lei în bani și materiale de construcție de aproape un milion de lei. Lucrările au început în primăvara acelui an după planurile arhitectului Masolini. Sfințirea bisericii a avut loc în 1937, la ceremonie fiind prezent și ministrul justiției, Victor Iamandi.
Dupa reforma administrativa din 1929 comuna Coarnele Caprei a fost desființată, iar satele Coarnele Caprei și Arama au fost trecute la comuna Belcești.